# Carlton (Victoria)
Carlton è un sobborgo di Melbourne, in Australia, a 2 km a nord dal quartiere affaristico di Melbourne.
Dal censimento del 2016 Carlton risulta avere una popolazione di 18.535 abitanti.
I suoi confini sono Elizabeth Street a ovest, Princes Street a nord, Victoria Parade a sud e Nicholson Street a est.
Il sobborgo è noto per la sua Little Italy a Lygon Street, per la sua architettura vittoriana e le piazze in stile europeo (University Square, Lincoln Square, Argyle Place e MacArthur Place) e i Carlton Gardens, quest'ultimo è il percorso del Royal Exhibition Building, uno dei pochi siti di patrimonio UNESCO non naturali australiani.
Carlton, che si pensa debba il suo nome alla Carlton House di Londra, fu fondata nel 1851 all'inizio della corsa all'oro vittoriana, l'ufficio postale di Carlton aprì il 19 ottobre 1865.